# Nadir Minotti
Nadir Minotti (Bergamo, Italia, 16 de mayo de 1992) es un futbolista italiano. Juega de centrocampista y su equipo actual es el Como de la Serie B.
- Datos: Q3909915